# Marijcke Visser

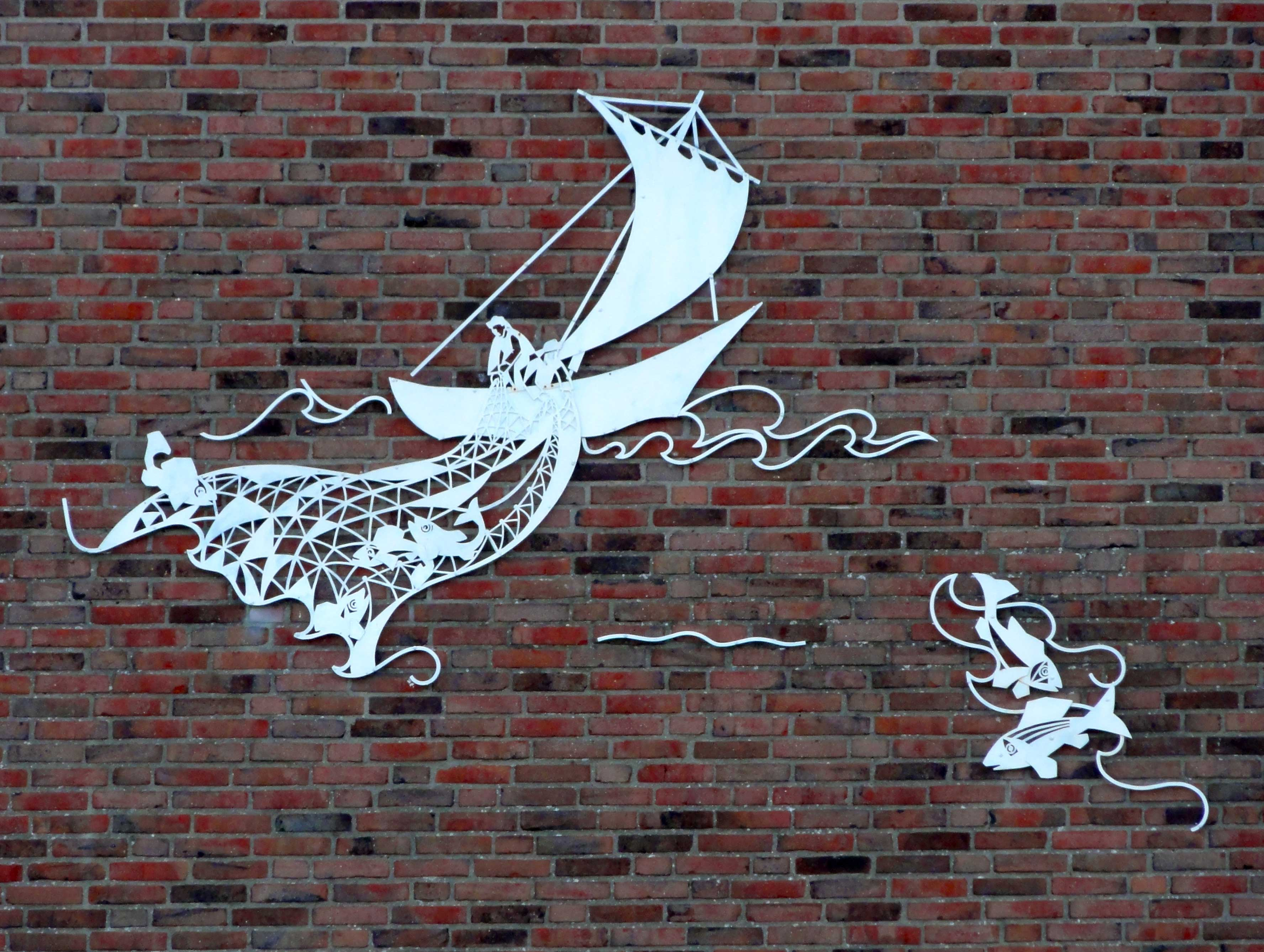
Wonderbare visvangst, Lemmer

Marijcke Tjipke Visser  (* 10. November 1915 in Amsterdam; † 24. September 1999) war eine niederländische Bildhauerin, Goldschmiedin und Schmuckdesignerin.

## Leben und Werk

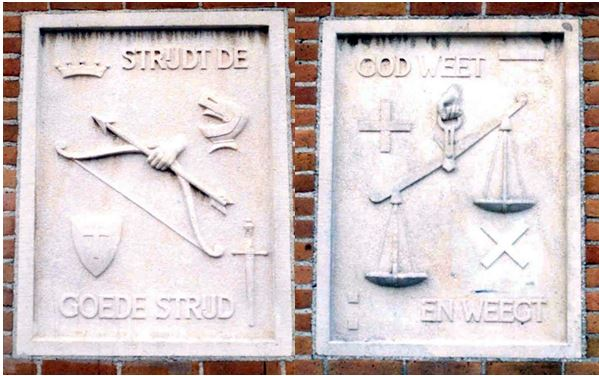
Strijdt de goede strijd, Sint Annaparochie, Waadhoeke

Marijcke Visser wurde als Tochter des Bildhauers Tjipke Visser (1876–1955) und dessen erster Frau Maria Hoeben in Amsterdam geboren. Sie erlernte das Handwerk von ihrem Vater und besuchte das „Instituut voor Kunstnijverheidsonderwijs“ (Institut für Angewandte Kunstpädagogik) (heute Gerrit Rietveld Academie) in Amsterdam und die University of Reading.
Marijcke Visser lebte in Bergen in der Provinz Noord-Holland und war als Bildhauerin und Goldschmiedin tätig. Ihr Sohn Bram van der Lyke wurde ebenfalls Bildhauer. Als sie in späteren Jahren an  Rheuma erkrankte, beschäftigte sie sich mit der Genealogie und veröffentlichte eine Reihe von Publikationen.

## Künstlerisches Schaffen
Ihren ersten Auftrag erhielt Marijcke Visser, als sie 1953 an einem Wettbewerb der Gemeinde Dokkum teilnahm. Ein großer Teil ihrer Arbeiten ist in der Provinz Friesland zu finden. Ihre Bronze- und Steinskulpturen sind figurativ und zeigen oft Kinder. Visser war nicht nur Bildhauerin, sondern auch Goldschmiedin. Sie fertigte unter anderem Schmuck. 1955 schuf sie eine neue Amtskette für den Bürgermeister von Bolsward.
Marijcke Visser war ab 1979 Mitglied der Künstlervereinigungen „Fries Kunstenaarsoverleg“ und „K.C.B. Bergen NH“ sowie ab 1997 der „Provincie Noord-Holland afd. Kunst en Cultuur“.

## Ausstellungen (Auswahl)
- 1940: Hedendaagsche Friesche Kunst, Fries Museum, Leeuwarden
- 1948: Nijverheidsproducten van vrouwen, Parkhotel, Rotterdam[4]
- 1976/1977: Ausstellung über die Arbeit von Visser, ihrem Vater und ihrem Sohn, Fries Museum, Leeuwarden[5]

## Werke im öffentlichen Raum (Auswahl)

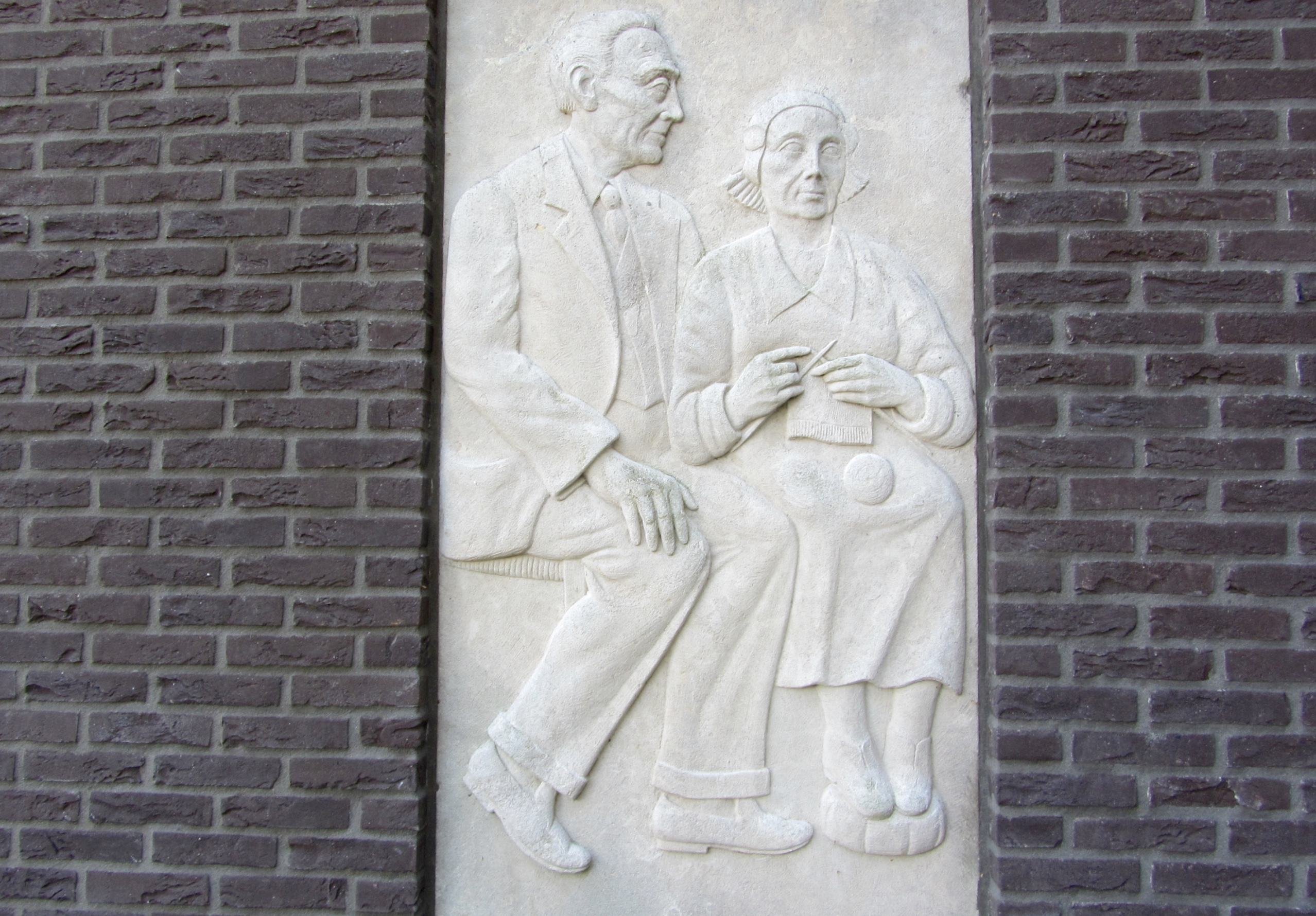
Het echtpaar, Tzummarum

- 1955: Reiger met jongen. Fassadenskulptur, Dokkum
- 1955: Strijd de goede strijd. Gedenkzeichen, Steven Huygenstraat, Sint Annaparochie, Waadhoeke
- 1956: Het echtpaar. Pflegezentrum Nij Bethanië, Tzummarum, Waadhoeke
- 1957: Jongen met vliegtuig. Akkrum
- 1959: Wonderbare visvangst. Fassadenskulptur, Schule, Lemmer
- 1962: Mosaik im Krematorium von Groningen
- 1965: Aylva State. Fassadenskulptur, Witmarsum
- 1967: Meisje met drie vogels. Beilen